# Rio Água Branca
O rio Água Branca é um curso de água que banha o estado do Paraná.